# Tritonia
Tritonia es un género de plantas herbáceas, perennes y bulbosas nativas de África y perteneciente a la familia de las iridáceas. 

## Descripción
Las vistosas flores de estas especies son hermafroditas, actinomorfas o ligeramente cigomorfas. El perigonio está compuesto por seis tépalos unidos en su parte basal, con los segmentos extendidos, subiguales, elíptico-lanceloados. Los estambres son tres, unilaterales y libres. El ovario es ínfero y los estilos presentan las tres ramas indivisas. Las flores se disponen en forma alternada en espigas simples o ramificadas. El fruto es una cápsula oblonga, dehiscente por tres valvas. Las hojas son planas, dísticas, a veces falcadas. Los cormos poseen túnicas finas y no superan los 2 cm de diámetro. El género presenta dos números cromosómicos básicos, x=10 y 11.
Tritonia comprende aproximadamente 28 especies originarias de Sudáfrica, la mayoría de ellas de la provincia de El Cabo. Crecen en zonas bajas, donde disponen de abundante agua durante la estación de crecimiento (invierno) y condiciones secas durante el período de reposo, en verano. 
Se cultiva Tritonia crocata como ornamental por sus vistosas flores anaranjadas a rojas con el centro amarillo y anteras púrpuras.

## Taxonomía
El género fue descrito por John Bellenden Ker Gawler y publicado en Journal of Botany, British and Foreign 66: 141. 1928. La especie tipo es: Tritonia squalida
Etimología
Tritonia: nombre genérico que deriva del latín de la palabra tritón, que significa "veleta", y alude a la disposición aparentemente aleatoria de los estambres en algunas especies.

## Especies
- Tritonia atrorubens (N.E.Br.)
- Tritonia bakeri Klatt
- Tritonia chrysantha Fourc.
- Tritonia cooperi (Baker) Klatt
- Tritonia crocata (L.) Ker Gawl.
- Tritonia delpierrei M.P.de Vos
- Tritonia deusta (Aiton) Ker Gawl.
- Tritonia disticha (Klatt) Baker
- Tritonia drakensbergensis M.P.de Vos
- Tritonia dubia Eckl. ex Klatt
- Tritonia flabellifolia (D.Delaroche) G.J.Lewis
- Tritonia florentiae (Marloth) Goldblatt
- Tritonia gladiolaris (Lam.) Goldblatt & J.C.Manning
- Tritonia kamisbergensis Klatt
- Tritonia karooica M.P.de Vos
- Tritonia lancea (Thunb.) N.E.Br.
- Tritonia laxifolia (Klatt) Baker
- Tritonia marlothii M.P.de Vos
- Tritonia moggii Oberm.
- Tritonia nelsonii Baker
- Tritonia pallida Ker Gawl.
- Tritonia parvula N.E.Br.
- Tritonia securigera (Aiton) Ker Gawl.
- Tritonia squalida (Aiton) Ker Gawl.
- Tritonia tugwelliae L.Bolus
- Tritonia undulata (Burm.f.) Baker